# ポール・エルデシュ
ポール・エルデシュ、エルデーシュ・パール（Erdős Pál, Paul Erdős; （本姓：Engländer）, 1913年3月26日 - 1996年9月20日）は、ハンガリー・ブダペスト出身のユダヤ系ハンガリー人の数学者である。20世紀で最も多くの論文を書いた数学者である。彼は、生涯で500人以上という数多くの数学者との共同研究を行ったことと、その奇妙なライフスタイルで知られていた（タイム誌は彼を「変わり者中の変わり者」(The Oddball's Oddball) と称した）。彼は、晩年になってさえも、起きている時間を全て数学に捧げた。彼が亡くなったのは、ワルシャワで開催された会議で幾何学の問題を解いた数時間後のことだった。
数論、組合せ論、グラフ理論をはじめ、集合論、確率論、級数論など幅広い分野で膨大な結果を残した。グラフ理論・数論などにおける確率論的方法、組合せ論の種々のテクニックは著しく、特にセルバーグと共に素数定理の初等的な証明を発見したことは有名である。彼はラムゼー理論を擁護し、貢献し、秩序が必ず現れる条件を研究した。彼の数学は、次々に問題を考えてはそれを解くという独特のスタイルであったが、彼が発する散発的な問題が実際には理論的に重要なものであったり、あるいは新しい理論の発展に非常に重要な貢献をした例も少なくない。
エルデシュは生涯に約1500篇の論文（多くは共著）を発表した。これ以上の論文を発表した数学者は、18世紀のレオンハルト・オイラーのみである。
彼は数学は社会活動であるという信念を持っており、他の数学者と数学論文を書くという目的のためだけに巡回生活を営んでいた。エルデシュが多くの研究者と論文を執筆したことから、エルデシュ数が生まれた。これは、論文の共著者同士で研究者をつないだときに、エルデシュとの間の最短経路上の人数を表したものである。

## 生涯
エルデシュは、1913年3月26日にオーストリア＝ハンガリーのブダペストで生まれた。彼は、AnnaとLajos Erdős（旧姓Engländer）の間の唯一大人まで成長した子供だった。彼の2人の姉は、いずれも彼が生まれる前に、3歳と5歳で猩紅熱により死亡した。両親は2人ともユダヤ人で、活発な知的コミュニティの数学教師だった。彼は早くから数学への魅力を感じていた。彼の父親がシベリアのグラグに投獄され、母親が家計を支えるために長時間働かなくてはならないため、彼は家に1人でいることが多かった。彼は両親が家に残していた数学の教科書を読んで独学した。4歳までに、年齢から生まれてからの秒数を暗算できるようになっていた。姉が早く死んでいたことから、母親との間に異常に密接な関係が築かれていた。エルデシュが大学に入学するまで、2人は同じベッドで寝ていたと言われている。
エルデシュの両親は高校の数学教師であり、エルデシュは彼らから早期の教育を受けた。エルデシュはいつも大きな愛情を持って両親を思い出した。16歳のとき、彼の父親は、彼が生涯好んだテーマである無限級数と集合論を彼を紹介した。高校時代、エルデシュは高校生向けの数学・物理学の月刊誌『Középiskolai Matematikai és Fizikai Lapok』(KöMaL) に毎月掲載される問題を熱心に解いていた。
エルデシュは、後に初等平面幾何学の問題についてのいくつかの記事を毎月発表した。1934年、21歳でブダペスト大学で数学博士号を取得した。エルデシュの論文指導教員は、ジョン・フォン・ノイマン、ジョージ・ポリア、トゥラーン・パールの論文指導もしたことがあるフェイェール・リポートだった。彼の2人の叔母、2人の叔父および父親を含むエルデシュの家族の大半は、ホロコーストによりブダペストで死亡した。彼の母は隠れて生き延びた。当時彼はアメリカに在住し、プリンストン高等研究所で働いていた。
1996年9月20日、83歳のときにワルシャワでの会議に出席中に心臓発作で死亡した。彼は結婚しておらず、子供もいなかった。彼はブダペストのコズマ通り墓地の区画17A-6-29で母親と父親の隣に埋葬されている。墓碑文には、エルデシュ自身の生前の提案による"Végre nem butulok tovább"（I will not go any further. これ以上進むつもりはない）と書かれている。彼の生涯は、彼の生前に作られたドキュメンタリー映画『N Is a Number: A Portrait of Paul Erdős』や、死後の伝記『放浪の天才数学者エルデシュ』（1998年）にまとめられている。
エルデシュ (Erdős) の名前にはハンガリー語の" ő "（ダブルアキュートつきの"o"）が含まれるが、誤って、または活字がないために、Erdos や Erdös と表記されることがよくある。

## 人物
生涯のほとんどを旅に過ごし、行く先々で色々な数学者たちと研究し共著で論文を発表することを好んだ。
エルデシュは物を所有することにほとんど意味を見出さなかった。彼の持ち物はスーツケース1つに収まるだろう。それは、彼の巡回的な生活様式に合わせたものである。賞やその他の収入は、通常、必要な人々やさまざまな価値ある目的のために寄付された。彼は世界中の科学会議、大学、そして同僚の家庭の間を旅していた。彼は客員講師として大学からの奨励金や様々な数学賞の賞金から、旅行や必要最小限の物のための資金を捻出し、残ったお金は、「エルデシュの問題」（後述）を証明した人の賞金としていた。彼は多くの場合、同僚の玄関口に現れて「私の脳は開いている」(my brain is open) と述べ、いくつかの論文を共同編集するために長く滞在し、次の場所へ移動していた。多くの場合、彼は現在の協力者に次にどこを訪問すればよいか尋ねていた。
彼の同僚のレーニ・アルフレードは「数学者はコーヒーを定理に変換する機械である」と述べたが、エルデシュは多量のコーヒーを飲んでいた（この言葉はしばしばエルデシュに誤って帰せられるが、エルデシュ自身はそれをレーニに帰している。）
彼の伝記（邦題『放浪の天才数学者エルデシュ』）には「博物館に行ってもついていくのは彼の体だけだった」等、数学への情熱を具体的に示すような記述が多くあり、彼がいかに純粋な研究者であったかが窺われる。いつ寝ているか分からないほど数学に没頭していたらしく、一日19時間数学の問題を考えていたといわれている。これほどの長時間を研究に割けた背景として、アンフェタミンを常用していたということが挙げられる。1971年以降、彼は友人の心配にもかかわらず、アンフェタミンを常用した。その友人の一人であるロン・グラハムと、1ヶ月間薬を止められるかどうかで500ドルの賭けをした。エルデシュは1ヶ月間服用を断ってこの賭けに勝利したが、その間研究は全く進まなかったそうである。その後彼は、すぐに薬の服用を再開した。
彼は独特な語彙を持っていた。彼は不可知論的無神論者であったが、彼は「あの本」("The Book") のみは信じていた。それは、全ての定理や理論が掲載された想像上の本であり、一種のアカシックレコードとも呼べるものである。1985年の講演では、「神を信じる必要はないが、『あの本』は信じるべきだ」と言った。彼自身は、神（彼は"Supreme Fascist"（最高のファシスト、SF）と呼んだ）の存在を疑った。彼は、靴下やパスポートを隠し、最も優雅な数学的証明を自分自身の中に持っているという理由でSFを非難した。彼は特に美しい数学的な証拠を見たとき、「これは「あの本」から来たものだ!」と言った。後に書かれた『Proofs from THE BOOK』という本のタイトルは、この言葉から取られたものである。
その他のエルデシュの独特な語彙には、以下のものがある。
- 「子供」のことは「イプシロン」と呼んだ。数学、特に微積分では、任意に小さな正の数量を一般にギリシャ文字のイプシロン (ε) で表すためである。
- 「女性」のことは「ボス」と呼んだ。結婚すると男性を「捕えて」それを「奴隷」にするためである。離婚した男性のことを「解放された」(liberated) と表現した。
- 数学をやめた人は「死んだ」(died)、死んだ人は「去った」(left)。
- アルコール飲料は「毒」(poison)。
- 音楽（クラシック音楽を除く）は「雑音」(noise)。
- 数学の講義をすることは「説教する」(to preach)。
- 学生に口頭で試験をすることは「拷問する」(to torture)。

彼は多くの国にニックネームを付けた。例えば、米国は「サムランド (samland)」（アンクルサムから）、ソ連は「ジョーダム (joedom)」（ヨシフ・スターリンから）、イスラエル (Israel) は「イズリアル (isreal)」といった。
1970年にロサンゼルスで「数学における私の初めの25億年」について「説教」した際には、「私が子供のとき、地球は20億歳だと言われていた。今ではそれが45億歳だと科学者たちは言う。それならば私は25億歳になる」と語った。恐竜はどうだったかと問われると「そうだねぇ、覚えてない。年寄りはごく若い時期のことしか覚えていないが、恐竜は昨日、たった1億年前に生まれたから」と答えたという。

## 業績
1934年、彼は客員講師となるためにイングランドのマンチェスターに転居した。1938年、彼はプリンストン大学で奨学金受給者として彼のアメリカでの最初の地位が受け入れられた。この時から、大学から大学へ旅行し続けるようになった。彼は1つの場所に長く留まらず、死ぬまで数学の研究機関の間を行き来した。
1954年、米国市民権・移民業務局は、ハンガリー市民であるエルデシュへの再入国ビザの発給を、理由の完全な説明なしに拒否した。エルデシュは当時ノートルダム大学で教職に就いていたので、米国に留まることを選ぶこともできた。しかし彼は荷物をまとめ、定期的に移民業務局に再審査を要求した。

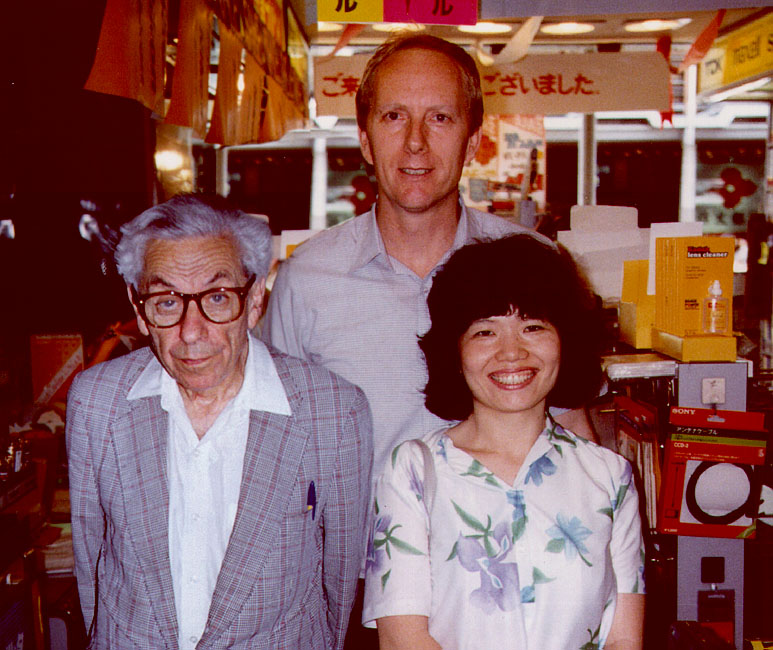
左から反時計回りにエルデシュ、金芳蓉、彼女の夫のロナルド・グラハム（1986年、日本にて）

当時、ハンガリーはソ連とのワルシャワ条約の下にあった。ハンガリー政府は自国市民の出入国の自由を制限していたが、1956年にエルデシュに好きなだけ入出国が認められる独占的特権を与えた。米国移民局は1963年にエルデシュにビザを発給し、彼はアメリカの大学での教授や旅行を再開した。10年後の1973年、60歳のエルデシュは自主的にハンガリーから退去した。
晩年の数十年間で、エルデシュは少なくとも15の名誉博士号を取得した。彼は米国国立科学アカデミーと英国王立協会を含む8ヶ国の科学アカデミーに加入した。彼は死の直前、同僚であったジョン・ボンディの解雇処分に対する抗議として、ウォータールー大学での名誉学位を返上している。

### 数学での業績
エルデシュは数学的な歴史の中で、レオンハルト・オイラーの次に多くの論文を書いた数学者である。ただし、エルデシュはオイラーと違って論文の大多数を他の数学者との共同で発表した。エルデシュは生涯に約1,525の数学論文を書いたが、それらの大部分は他の数学者との共著である。彼は、数学を社会活動として強く信じ、実践した。彼は生涯に511人の研究者と共同研究を行った。
エルデシュの数学のスタイルは、「理論の開発者」というよりは「問題の解決者」である（ティモシー・ガワーズの"The Two Cultures of Mathematics"を参照。2つのスタイルと、なぜ問題の解決者はあまり評価されないかを詳細に論じている）。ジョエル・スペンサーは、「20世紀の数学者たちの中における彼の位置は、彼の著名な経歴を通じて特定の定理と予想に断固として集中していたため、論争中の問題である」と述べている。エルデシュは、数学界の最高の賞であるフィールズ賞を受賞したこともなく、受賞した人物と共著したこともない。他の賞についても同様である。彼はウルフ賞は受賞している。授賞理由は、「数論、組合せ数学、確率論、集合論、解析学への著名な貢献」、「世界中の数学者を個人的に刺激したこと」などである。
彼の貢献のうち、ラムゼー理論の発展と確率的方法の適用が特に際立つ。極値組合せ論は、解析的整数論の伝統から部分的に導かれた全体的なアプローチを彼に与えている。エルデシュは、パフヌティ・チェビシェフの元のものよりもはるかに近いと証明されたベルトランの仮説の証明を発見した。彼はアトル・セルバーグと共に素数定理の初等的証明を発見した。しかし、証明に至る状況や、発表についての意見の相違は、エルデシュとセルバーグの間で激しい論争を招いた。エルデシュはまた、トポロジーのようなほとんど関心のない分野に貢献し、0次元ではない完全不連結トポロジー空間の例を与えた最初の人物とされている。また、高校生の時にルジャンドルの定理を用いて、ベルトラン=チェビシェフの定理に初等的な証明を与えた。

### エルデシュの問題

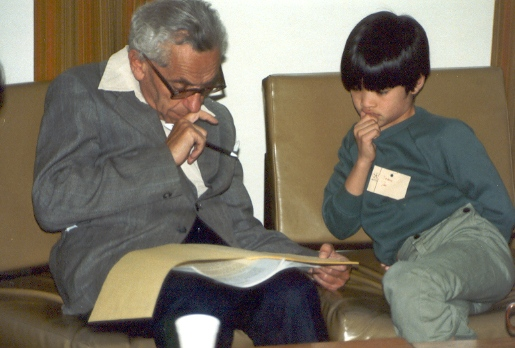
ポール・エルデシュは多くの若い数学者に影響を与えた。1985年にアデレード大学で撮影されたこの写真では、エルデシュは当時10歳のテレンス・タオに問題を説明している。タオは2006年にフィールズ賞を受賞し、2007年に王立協会フェローに選出された。

彼のキャリアを通して、エルデシュは未解決問題を解決した者に対して賞金を贈った。その額は、現在の数学的思考（彼と他者の両方）の範囲外だと彼が感じた問題に対する25ドルから、攻撃が困難で数学的にも重要な問題については数千ドルに及んだ。賞金の対象となる問題の公式かつ包括的な一覧はないが、千以上の未解決問題があると考えられている。エルデシュの死後も賞金の提供は引き続き行われており、ロナルド・グラハムが（非公式な）管理者となっている。問題を解決した者は、エルデシュが生前に署名したオリジナルの小切手（換金のできない単なる記念品）か、グラハムによる換金可能な小切手のいずれかを受け取ることができる。
数学的に最も重要であると考えられる問題は、等差数列に関するエルデシュ予想である。
一連の整数の逆数の和が発散するならば、その数列には任意の長さの等差数列が含まれる。
これが真であれば、数論における他のいくつかの未解決問題が解決することになる（素数の列に任意の長さの等差数列が含まれているという、この予想の主な包含は、グリーン・タオの定理とは独立に証明されている）。この問題を解決すると支払われる金額は、現在、5000ドルである。
エルデシュ賞の最もよく知られた問題は、3N+1問題とも呼ばれるコラッツ予想である。エルデシュは、解決した人に500ドルを提供すると申し出た。

### 共同研究
彼と最も頻繁に共同研究を行った学者には、ハンガリーの数学者シャルケジ・アンドラーシュ（62件）、ハイナル・アンドラーシュ（56件）、アメリカの数学者ラルフ・フォードリー（50件）がいる。他の主な共同研究者は以下の通りである。
- リチャード・シェルプ（英語版）（42件）
- セシル・C・ルソー（英語版）（35件）
- T・ショーシュ・ベラ（英語版）（35件）
- レーニ・アルフレード（32件）
- トゥラーン・パール（30件）
- エンドレ・セメレディ（29件）
- ロナルド・グラハム（28件）
- ステファン・バー（英語版）（27件）
- カール・ポメランス（23件）
- ジョエル・スペンサー（英語版）（23件）
- János Pach（21件）
- Miklós Simonovits（21件）
- Ernst G. Straus（20件）
- Melvyn B. Nathanson（19件）
- Jean-Louis Nicolas（19件）
- Richard Rado（18件）
- ベラ・バラバシ（18件）
- Eric Charles Milner（15件）
- András Gyárfás（15件）
- John Selfridge（14件）
- Fan Chung（14件）
- Richard R. Hall（14件）
- George Piranian（14件）
- István Joó（12件）
- Zsolt Tuza（12件）
- A. R. Reddy（11件）
- Vojtěch Rödl（11件）
- Pal Revesz（10件）
- Zoltán Füredi（10件）

上記以外のエルデシュとの共同研究者については、エルデシュ数を持つ人物の一覧の「エルデシュ数1」の部分を参照。

## エルデシュ数
エルデシュに共著論文が非常に多いことから、エルデシュの友人たちは、敬意と軽いユーモアを込めてエルデシュ数を作った。エルデシュ数は、共著論文による結び付きにおいて、エルデシュとどれだけ近いかを表す。エルデシュ自身のエルデシュ数を 0 とし、彼と直接共同研究した研究者はエルデシュ数が 1 になり、エルデシュ数が n の研究者と共同研究した研究者は n + 1 のエルデシュ数を持つ。エルデシュ数 1 の数学者は、2007年2月28日の時点で511人いるとされる。約200,000人の数学者にエルデシュ数が割り当てられており、世界の活発な数学者の90%が8より小さいエルデシュ数を持っていると推定されている（スモール・ワールド現象に照らせば驚くことではない）。物理学、工学、生物学、経済学の分野の科学者の多くは、数学者との共著論文によりエルデシュ数を持っている。
いくつかの研究により、特に数学の指導者にはエルデシュ数が低くなる傾向があることが示されている。例えば、エルデシュ数を持っている約268,000人の数学者のエルデシュ数の中央値は5である。フィールズ賞受賞者のエルデシュ数の中央値は3である。2015年現在、約11,000人の数学者が2以下のエルデシュ数を持っている。エルデシュ数が少ない数学者が死に、その人物との共同研究ができなくなることで、長い時間スケールで見ると必然的に数学者全体のエルデシュ数は増加する傾向にある。アメリカ数学協会は、Mathematical Reviewsカタログに記載されている全ての数学者のエルデシュ数を決定する無料のオンラインツールを提供している。
エルデシュ数は、エルデシュ数2を持つ解析学者のキャスパー・ゴフマン Casper Goffman) によって最初に定義された可能性が最も高い。ゴフマンは、1969年に"And what is your Erdős number?"（そしてあなたのエルデシュ数は?）というタイトルで、エルデシュの多岐にわたる共同作業についての記事を書いている。
ジェラルド・グロスマン (Jerry Grossman) は、野球選手のハンク・アーロンはエルデシュ数1を持つと主張している。アーロンとエルデシュが同じ日にエモリー大学で名誉学位を授与されたとき、カール・ポメランスの求めで2人が同じ野球ボールにサインしたからである。幼児、馬、何人かの俳優のエルデシュ数も提案されている。

## 署名
エルデシュは"Paul Erdos P.G.O.M."と署名した。60歳の時に"L.D."を付け加え、それが65歳の時には"A.D."に、70歳の時に"L.D."に、75歳の時に"C.D."に変わった。それぞれの略語は以下の意味である。
- P.G.O.M. - "Poor Great Old Man"（貧しい偉大な老人）
- 1回目のL.D. - "Living Dead"（生ける屍）
- A.D. - "Archaeological Discovery"（考古学的な発見）
- 2回目のL.D. - "Legally Dead"（法的に死亡している）
- C.D. - "Counts Dead"（死んだとみなされる）

## エルデシュに関する書籍
エルデシュを主題とした本は少なくとも3冊ある。ポール・ホフマンのThe Man Who Loved Only Numbers（日本語訳題『放浪の天才数学者エルデシュ』）と、ブルース・シェヒターのMy Brain is Open（日本語訳題『My brain is open 20世紀数学界の異才ポール・エルデシュ放浪記』）の2冊の伝記は、ともに1998年に発刊した。他に2013年に発刊したデボラ・ハイリグマンの子供向けの絵本The Boy Who Loved Math; The Improbable Life of Paul Erdősがある。